# Зеленоградский (посёлок городского типа)
Зеленогра́дский — посёлок городского типа в Пушкинском районе Московской области России. До 2019 года являлся центром муниципального образования «городское поселение Зеленоградский».
Население — 5325 чел. (2024).

## География
Расположен на реке Скалбе, в 11 км к северо-востоку от районного центра города Пушкино. Железнодорожная платформа Зеленоградская на Ярославском направлении Московской железной дороги. Зеленоградский — популярное дачное место.

## История
Статус посёлка городского типа — с 1939 года. До 1707 года — деревня Кощеево, до 1939 года — село Спасское. Во времена СССР в посёлке работали 3 дома отдыха и около десятка пионерских лагерей.
В 2025 году дачный посёлок преобразован в посёлок городского типа.

## Население
| 1989  | 2002  | 2006  | 2009  | 2010  | 2012  | 2013  | 2014  | 2015  |
| ----- | ----- | ----- | ----- | ----- | ----- | ----- | ----- | ----- |
| 2687  | ↘2173 | →2173 | ↘1791 | ↗2548 | ↘2331 | ↘2163 | ↗2204 | ↗2285 |
| 2016  | 2017  | 2018  | 2019  | 2020  | 2021  | 2023  | 2024  |       |
| ↘2159 | ↘2152 | ↘2128 | ↗2131 | ↘2084 | ↗5521 | ↘5411 | ↘5325 |       |

## Экономика
В посёлке работают аптека, почта, поликлиника, средняя школа, 2 сетевых супермаркета, рынок стройматериалов, магазин хозтоваров, магазин автозапчастей, 4 продуктовых магазина, магазин рыбы, парикмахерская, ателье, бар. Построен детский сад. Ретрит центр SATVA. 

## Транспорт
Через посёлок Зеленоградский проходят следующие маршруты пригородных автобусов Московской области:
- 37 (пл. Зеленоградская — Алёшино — Ординово — Новое Гришино)
- 38 (пл. Зеленоградская — Лесной)
- 46 (пл. Зеленоградская — Зимогорье — Митрополье — Софрино-1)

Маршрутное такси:
- 52 (ст. Пушкино — пл. Зеленоградская — Зимогорье — Митрополье — Софрино-1)

## Культура
В посёлке городского типа имеются школа, амбулатория, аптека, почта.
В посёлке городского типа построены 2 церкви: Сергия Радонежского (к западу от железной дороги) и Всех святых в земле Российской просиявших (около пл. 43 км; официально находится на территории Г. П. Софрино) и выпускается местная газета: официальный информационный бюллетень администрации (до ноября 2010 года выпускалась оппозиционная газета «Родная Зеленка».)

## Детский дом № 39
В Зеленоградском расположен санаторный детский дом № 39 Центрального окружного управления города Москвы, основанный в 1939 году. В нём воспитывается 110 детей в возрасте от 4 до 18 лет. В октябре 1997 года открылся ещё один корпус. В конце 1999 года часть территории детского дома было передано под строительство элитных коттеджей.

## Достопримечательности
В посёлке городского типа есть памятник погибшим в Великой Отечественной войне (на площади у железнодорожной станции) и обелиск (рядом с началом улиц Центральная и Лермонтова).